# Xu Yichen
Xu Yichen (chiń. 许医尘; ur. 21 listopada 1986 w Changsha) – chiński snookerzysta. W 2005 zakwalifikował się na 2 lata do gry w zawodowym World Snooker Tour.

## Kariera
Kiedy Xu Yichen zaczynał grać w snookera w latach 90. Sport ten dopiero raczkował i w jego kraju nie było praktycznie żadnych profesjonalnych graczy. Po szkole pracował jako nauczyciel języka chińskiego i dziennikarz, brał też udział w turniejach amatorskich. Dopiero gdy snooker stał się popularny w Chinach za sprawą Dinga Junhui, otworzył klub bilardowy i zaczął udzielać lekcji gry w bilard. W 2016 roku wygrał turniej kwalifikacyjny do National Amateur Snooker Masters w swoim rodzinnym mieście Changsha. Zwyciężył w rywalizacji 32 graczy z całego kraju i zdobył tytuł. Jako zwycięzca otrzymał także dziką kartę na turniej Shanghai Masters, będący częścią World Snooker Tour. W rundzie wstępnej turnieju głównego zmierzył się ze Stephenem Maguire’em i przegrał 0-5.
Za granicę pojechał dopiero w 2025 roku, kiedy to w wieku 38 lat zdecydował się wziąć udział w kwalifikacjach do World Snooker Tour w ramach Q-School w Tajlandii. W pierwszym turnieju pokonał dwóch amatorów z zagranicy, w drugim turnieju pokonał dwóch byłych zawodowców, Soheila Vahediego i Thanawata Thirapongpaiboona, po 4-3 i dotarł do play-offów. Wygrał także decydujący mecz z Babare Masihem z Pakistanu 4-3. Dało mu to prawo do udziału w tourze zawodowym przez kolejne dwa lata.

## Występy w turniejach w karierze
| Ranking                    | [ i ] | [ ii ] |
| Turnieje rankingowe        |       |        |
| Championship League        | NH    | RR     |
| Saudi Arabia Masters       | NH    |        |
| Wuhan Open                 | NH    | LQ     |
| English Open               | A     |        |
| British Open               | NH    |        |
| Xi'an Grand Prix           | NH    |        |
| Northern Ireland Open      | A     |        |
| International Championship | A     |        |
| UK Championship            | A     |        |
| Shoot Out                  | A     |        |
| Scottish Open              | A     |        |
| German Masters             | A     |        |
| World Grand Prix           | DNQ   |        |
| Players Championship       | DNQ   |        |
| Welsh Open                 | A     |        |
| World Open                 | A     |        |
| Tour Championship          | NH    |        |
| World Championship         | A     |        |
| Dawne turnieje rankingowe  |       |        |
| Shanghai Masters           | WR    | NR     |

1. ↑  Był amatorem.
2. ↑  Nowi gracze w Tourze nie mają rankingu.

| Legenda tabeli wyników              | Legenda tabeli wyników       | Legenda tabeli wyników                     | Legenda tabeli wyników                                                              | Legenda tabeli wyników                     | Legenda tabeli wyników                     |
| ----------------------------------- | ---------------------------- | ------------------------------------------ | ----------------------------------------------------------------------------------- | ------------------------------------------ | ------------------------------------------ |
| LQ                                  | odpadnięcie w kwalifikacjach | #R                                         | odpadnięcie we wczesnej fazie turnieju (WR = runda dzikich kart, RR = faza grupowa) | QF                                         | przegrana w ćwierćfinale                   |
| SF                                  | przegrana w półfinale        | F                                          | przegrana w finale                                                                  | W                                          | zwycięstwo                                 |
| DNQ                                 | nie zakwalifikował/a się     | A                                          | nie brał/a udziału                                                                  | WD                                         | zrezygnował/a w trakcie turnieju           |
| Legenda oznaczeń w tabelach wyników |                              |                                            |                                                                                     |                                            |                                            |
| NH / Nie roz.                       | NH / Nie roz.                | Turniej nie odbył się.                     | Turniej nie odbył się.                                                              | Turniej nie odbył się.                     | Turniej nie odbył się.                     |
| NR / Nie-rank.                      | NR / Nie-rank.               | Turniej nie był zaliczany jako rankingowy. | Turniej nie był zaliczany jako rankingowy.                                          | Turniej nie był zaliczany jako rankingowy. | Turniej nie był zaliczany jako rankingowy. |
| R / Rank.                           | R / Rank.                    | Turniej był zaliczany jako rankingowy.     | Turniej był zaliczany jako rankingowy.                                              | Turniej był zaliczany jako rankingowy.     | Turniej był zaliczany jako rankingowy.     |
| MR / Minor-Rank.                    | MR / Minor-Rank.             | Turniej był zaliczany jako minor ranking.  | Turniej był zaliczany jako minor ranking.                                           | Turniej był zaliczany jako minor ranking.  | Turniej był zaliczany jako minor ranking.  |